# Хмеле-Поґожеле
Хмеле-Поґожеле (пол. Chmiele-Pogorzele) — село в Польщі, у гміні Замбрув Замбровського повіту Підляського воєводства.
Населення — 90 осіб (2011).
У 1975-1998 роках село належало до Ломжинського воєводства.

## Демографія
Демографічна структура станом на 31 березня 2011 року:
|          | Загалом | Допрацездатний вік | Працездатний вік | Постпрацездатний вік |
| -------- | ------- | ------------------ | ---------------- | -------------------- |
| Чоловіки | 36      | 8                  | 27               | 1                    |
| Жінки    | 54      | 16                 | 29               | 9                    |
| Разом    | 90      | 24                 | 56               | 10                   |